# NGC 7082
NGC 7082 est un amas ouvert situé dans la constellation du Cygne. Il a été découvert par l'astronome germano-britannique William Herschel en 1786.
Selon la classification des amas ouverts, cet amas renferme moins de 50 étoiles (la lettre p), dont la concentration est faible (IV) et dont les magnitudes se répartissent sur un intervalle moyen (le chiffre 2),,.

## Observation
Avec une magnitude visuelle de 7,2, on peut observer l'amas avec de petites jumelles.

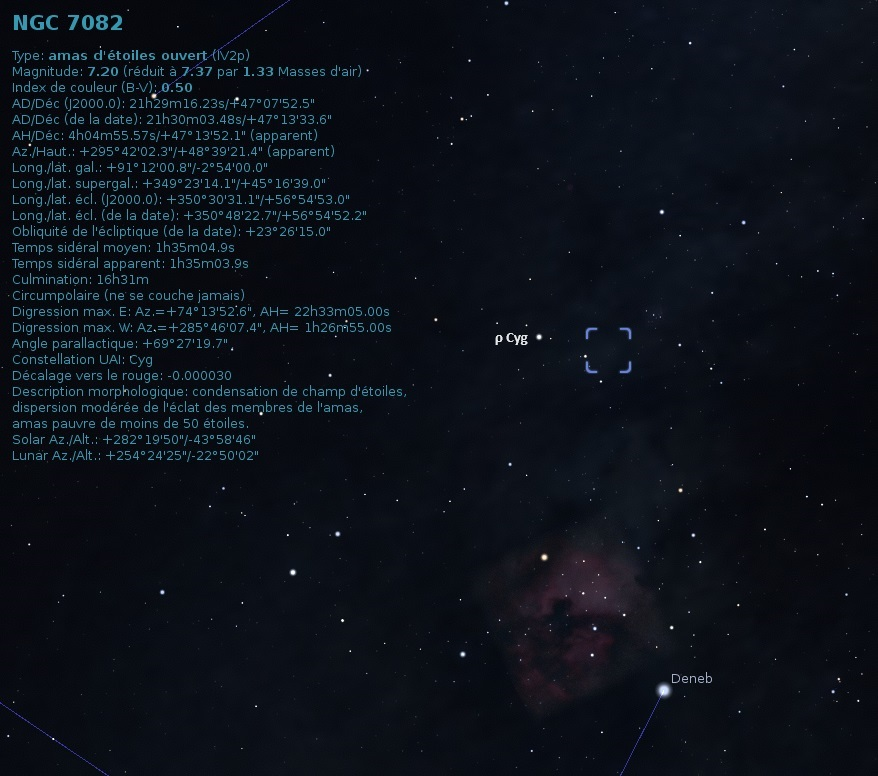
Emplacement de NGC 7082 dans la constellation du Cygne (Stellarium).

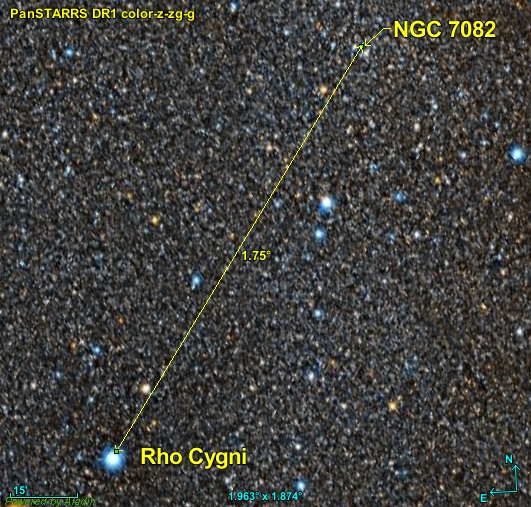
Position de NGC 7082 par rapport à une étoile du Cygne.

NGC 7082 est situé à environ 1,75 degré au nord-ouest de l'étoile Rho Cygni.

## Caractéristiques
Certaines caractéristiques apparaissent sur la base de données Simbad, mais une publication très récente (2023) basée sur les mesures de la parallaxe par le satellite Gaia a permis une mise à jour importante des données. Les données du « GAIA EARLY DATA RELEASE 3 (GAIA EDR3) » ont également permis aux auteurs (Almeida, Monteiro et Dias) de cette publication d'estimer la masse de 773 amas ouverts, dont celle de NGC 7082 qui est de 847 ± 169 {\displaystyle M_{\odot }}.

### Distance et vitesse
Cet amas est à 1 295 ± 16 pc du système solaire.
La base de données Simbad indique cinq valeurs de la distance: environ 1 339,0 pc (∼4 370 al), environ 1 442 pc (∼4 700 al), 1 227 ± 39 pc (∼4 000 al), environ 1 300 pc (∼4 240 al) et environ 1 442 pc (∼4 700 al). La valeur moyenne et l'écart-type de cet échantillon est de 1 360 ± 78 pc (∼4 440 al), ce qui est en accord avec la distance proposée par Almeida, Monteiro et Dias.
La taille apparente de l'amas est de 24′ ou 25′ (24,5 ± 0,5'), ce qui, compte tenu de la distance de 1 295 ± 16 pc et grâce à un calcul simple, équivaut à une taille réelle de 30 ± 1 al.
Cinq vitesses assez différentes sont aussi indiquées sur la base de données Simbad: −13,21 ± 5,63 km/s −9,10 ± 0,59 km/s, −15,075 ± 0,267 km/s, −24,85 ± 2,77 km/s et −11,1 ± 3,4 km/s. La valeur moyenne et l'écart-type de cet échantillon est de −14,7 ± 6,1 km/s.

### Métallicité
Simbad rapporte une seule valeur de la métallicité, soit -0,015. Selon Almeida et ses collègues, la métallicité de l'amas est égale à 0,028 ± 0,065. Selon cette valeur, le pourcentage d'éléments lourds (plus lourd que l'hydrogène et l'hélium) de cet amas serait compris entre 92% et 124% (100,028 ± 0,065) de celui du Soleil.

### Âge
Webda et Lynga indiquent un âge de 171 millions d'années (log10=8,233),, ce qui est presque le même âge que le 168 millions d'années préconisé par Almeida.

## Étoile
NGC 7082 renferme au moins une étoile traînarde bleue.
Simbad montre aussi un bouton nommé Children. En cliquant sur ce bouton, on atteint une section de cette base de données qui renferme un tableau contenant 1 042 entrées, dont 387 Children, pour NGC 7082. Cependant, des étoiles (les Children) peuvent apparaître plusieurs fois dans la deuxième colonne du tableau, d'où le nombre de liens bibliographiques qui est supérieure au nombre d'étoiles. La quatrième colonne de ce tableau indique la probabilité que l'étoile appartienne à l'amas. En cliquant sur le titre de cette colonne, on peut classer la probabilité par ordre croissant ou décroissant. En cliquant sur la désignation de l'étoile, on atteint la page de Simbad qui résume ses propriétés.